# Haras
 (octobre 2019).
Un haras est un établissement privé ou public dans lequel sont entretenus les reproducteurs (étalons et parfois juments) pour la reproduction et l’amélioration des races de chevaux.

## Étymologie
L'origine du terme haras est mal éclaircie. Sa première attestation dans un texte en français remonte aux alentours de 1160 sous la forme haraz au sens de « troupe d'étalons et de juments réunis dans un lieu en vue de la reproduction ». Le texte dans lequel ce mot apparaît est le Roman d'Énéas, dont on ne connaît ni l'auteur, ni la provenance.
Anciennement, les philologues ont pensé à un emprunt à l'arabe faras (فرس) « jument ». Le passage de [f] à [h] fait difficulté sur le plan phonétique. Cette hypothèse a donc été rejetée,. L'arabe a aussi le mot حرس, ḥaras, collectif de حارس, ḥāris, « gardien », parfois « valet d'écurie », mais selon Clement Manly Woodard le sens de haras manque,.
Cette étymologie se justifiait par le fait qu’historiquement, les races chevalines ont été notamment améliorées par des apports orientaux qui ont souvent eu lieu à partir de l'Europe du Sud, notamment de l'Italie du sud et de la Sicile à l'époque où ces régions, après avoir été conquises par les Arabes, sont passées sous la domination des Normands. Cependant, ce mot n'est ni attesté en italien, ni en latin médiéval, ni dans aucune autre langue romane (sauf en portugais brésilien, mais c'est un emprunt au français). Ce qui n'est pas le cas des autres mots d'origine arabe (sauf argotiques) qui ont d'abord été introduits dans le lexique de l'italien, du latin médiéval et de l'espagnol.
Un terme bas latin non attesté *haricius a aussi été proposé. Ce vocable hypothétique serait dérivé du latin classique hara « abri pour les animaux (porc, oie) » qui se perpétue dans l'italien ara « abri pour les chevaux ». Cependant, la plupart des linguistes proposent une étymologie scandinave via l'ancien normand, la Normandie étant réputée historiquement pour ses haras. Effectivement, il existe en dialecte normand de nombreux mots qui présentent ce radical har-, notamment l'expression monter à har « monter à cru », le terme hár signifiant « poil » en vieux norrois. Ce terme est confondu avec hárr « gris, vieux, chenu », d'où pour certains « au poil gris », suivi du suffixe -as,, « d'après la couleur la plus fréquente de la robe des chevaux », car haras a « désigné d'abord l'ensemble des étalons et des juments réunis pour la production de jeune, avant de définir le lieu lui-même. ». Cette étymologie est soutenue par toute une famille de mots comme les dérivés français haridelle « mauvais cheval maigre » et dialectaux harique « mauvais cheval », harin « mauvais petit cheval » et harousse « mauvaise jument » ou « vieux cheval ».
 Cette dernière explication ne va cependant pas forcément de soi, notamment sur le plan sémantique, mais conserve l'avantage de se baser sur des étymons réellement attestés et d'expliquer le h aspiré, jadis articulé.

## Les haras à travers l'histoire

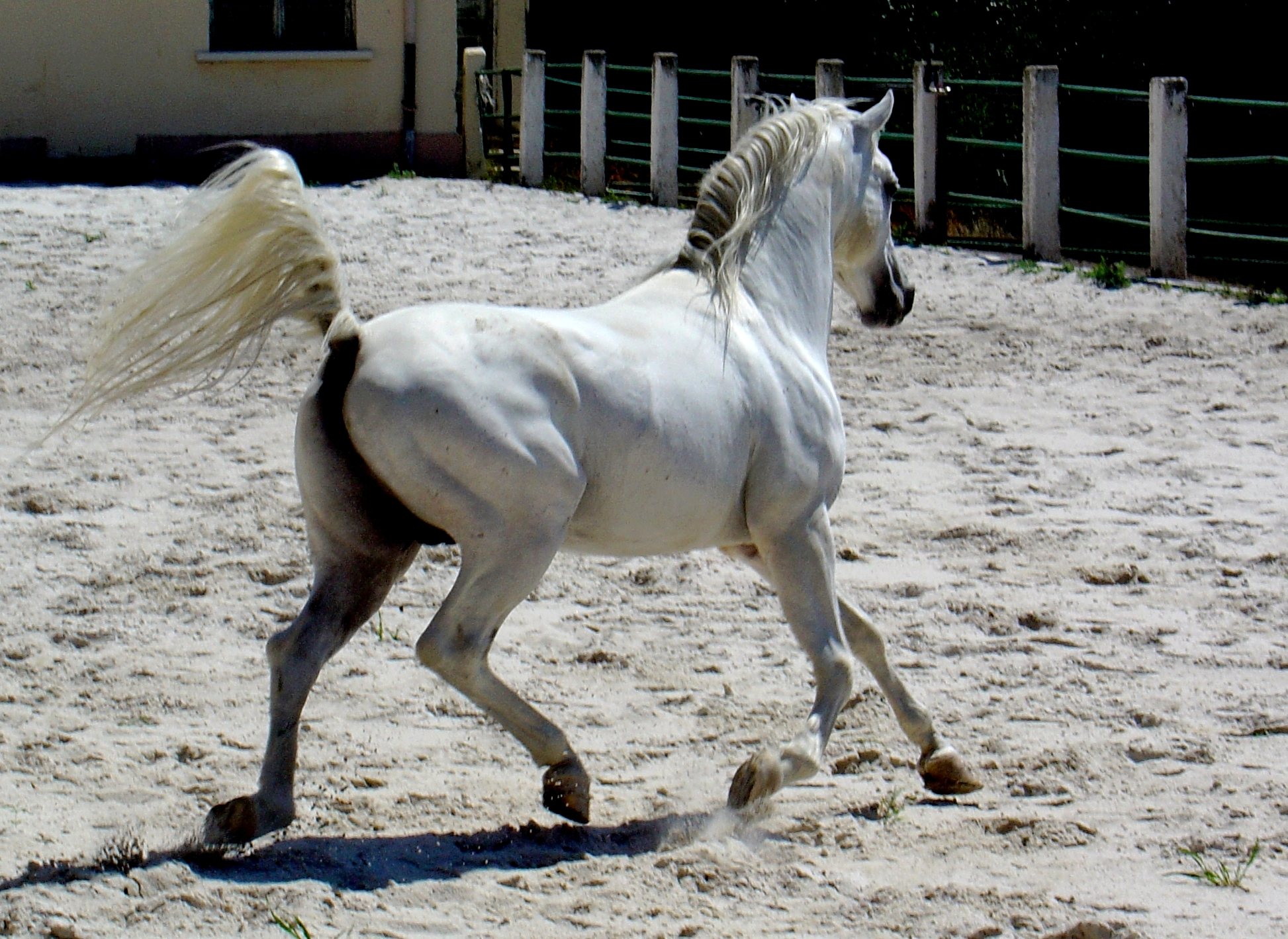
Pur sang arabe du haras Kabyuks près de Choumen. Créé par les Turcs pour les besoins de l'armée, ce haras élevait 1300 chevaux par an

### En France

#### Premiers haras privés
Les premiers élevages apparurent sous Charlemagne avec des élevages où les chevaux vivaient à l'état semi-sauvage, mais surveillés, avant que ne soient crée les établissements seigneuriaux ou royaux. Avant, les troupeaux étaient abandonnés sur les terres les plus stériles, généralement des forêts, des landes et des marais.
Souvent fins cavaliers, les monarques avaient besoin d'une cavalerie de qualité pour la guerre, la chasse, la fête ou encore la parade. En France, ils se firent aider par une administration qui devait assurer au pays une production de chevaux de qualité indépendante d'apports extérieurs. Ils voulurent donc que des races adaptés à la guerre, à la chasse et aux travaux de trait soient élaborées. Très tôt, améliorer les chevaux nés sur le sol de France fut une préoccupation. Les haras particuliers étaient des élevages laissés le plus souvent au soin de fermiers. Dès la fin du XIVe siècle, le duc de Bourgogne avait installé des sortes de stations de monte sur ses terres avec le souci d'améliorer la remonte de sa cour et de ses états. En Bretagne, vers 1558, les Rohan possédaient des haras importants dans les forêts de Quintin et de Houallan. Ils organisaient une foire à Noyal où plus de 3 000 chevaux étaient rassemblés. Dans l'Ouest de la France, les élevages se faisaient souvent en liberté dans les forêts. En Normandie, la plupart des monastères se faisaient verser une dîme en chevaux sur les haras que les seigneurs entretenaient. Les abbayes entretenaient des élevages semi-sauvages dans les forêts. Au XVIe siècle, les ducs de Guise avait un haras fameux à Esclaron, au sud de Saint-Dizier, où fut notamment élevé le Bay Samson que montait François de Lorraine dit Le Balafré à la bataille de Dreux et quand il fut assassin devant Olivet en février 1563. La noblesse élevait principalement pour son propre usage, que ce soit pour la guerre ou pour l'apparat. Tout comme les monastères, elle vendait une partie de sa production dans les foires.̩

#### Haras royaux
Le premier haras royal fut fondé en 1338 par Philippe VI à Domfront en Normandie. Louis XII créa probablement le haras de Meung sur Loire. En 1518, François Ier fit acheter un lot de juments en Flandres qui fut conduit à Meung. En 1530, le personnel y était important, comptant trois "écuyers dompteurs" quinze palefreniers et quinze aides dirigés par un "écuyer garde". La dépense s'élevait à 15 000 livres par an. En 1531, le haras comptait 8 étalons, 19 jeunes chevaux et un nombre indéterminé de poulinières et de poulains. En 1562, le haras fut pillé et endommagé par les protestants dont les chefs se partagèrent 22 étalons. Charles IX chargea Marc Antoine de Bassy, écuyer de la Grande Écurie de le rétablir. Il resta à sa tête jusqu'au début du règne de Henri IV. Le haras de Meung cessa son activité en 1599.
Henri II engagea les travaux de construction du manoir qui abrita le haras royal de Saint-Léger en Yvelines. Ce haras fut dirigé de 1591 à 1605 par le comte de Saint-Anthoine. Il se développa sous le règne de Henri IV et perdurera jusqu'au début du règne de Louis XIV. Avant la création du haras de Saint-Léger, il est fait mention de haras royaux en Ile-de-France, dans la région de Monfort -l'Amaury. Sous Henri II, il existait encore un haras royal à proximité du château de Oiron qui appartenait à la famille Gouffier dont est issu Claude Gouffier, marquis de Boissy et grand écuyer de France de 1546 à 1470. Sur ordre de Louis XIII, pour éviter la dégénérescence des races françaises, des chevaux sont importés, notamment des andalous qui étaient alors réputés parmi les meilleurs. Les reproducteurs sont le plus souvent des chevaux ibériques de robe grise, comme l'attestent les gravures et tableaux de l'époque. Les haras royaux fournissaient avant tout la remonte personnelle du roi.

#### Création des haras nationaux
Au XVIIe siècle, la France ne dispose plus de suffisamment de chevaux et doit en importer. Le déclin de l'élevage est un des effets des guerres de religion. On peut penser que de nombreux reproducteurs disparurent pendant les troubles et que, le calme revenu, la noblesse fut attirée par la cour, se désintéressant de l'élevage du cheval. Le cheval étant un animal de première importance pour l'armée à cette époque, Louis XIV s'inquiète de cette situation et charge Colbert d'organiser des haras, avec pour mission affirmée l'amélioration des races et des souches locales. La première organisation centralisée et rationnelle des haras ayant pour objectif de répondre aux besoins de l’armée date de l'édit du 17 octobre 1665. Elle fut conçue à la suite d'une enquête confiée à Alain de Garsault, gentilhomme limousin et écuyer à la Grande Écurie, qui visita pour ce faire tous les élevages du royaume. Les étalons sont regroupés dans des établissements gérés par l'État auxquels il est parfois adjoint une jumenterie. Les étalons royaux sont créés. Sous certaines conditions, les haras privés pouvaient en recevoir.
Louis XIV transfère le haras de Saint-Léger en Yvelines au domaine du Pin en Normandie qui est réputé pour la qualité de ses herbages. Après quinze ans de travaux, en 1730, les premiers étalons espagnols, arabes et napolitains y arrivent.
En 1761, le roi fonde le haras de Pompadour avec des effectifs du haras de Chambord, sur un domaine ayant appartenu à la Marquise. Puis le haras national de Rosières est créé en Lorraine avec des chevaux de grande taille en provenance du Danemark, du Holstein et du Mecklembourg, puis des chevaux anglais. À la révolution, outre les haras royaux, il existe quinze dépôts d'étalons groupant 3 345 reproducteurs destinés à la monte publique. Louis XV crée le haras de Compiègne.
Au XVIIe siècle, un service vétérinaire est adjoint aux haras sous l'influence du Marquis de Brancas et du Comte d'Argenson. À la veille de la révolution, l'administration des haras est forte de 14 établissements implantés sur tout le territoire.
Au XVIIIe siècle, une trentaine de haras particuliers subsistaient dans le Limousin. Celui de Nexon, réputé pour ses chevaux destinés aux Ecuries du roi, subsista jusqu'en 1990.
Pendant la Révolution française, le décret de la Constituante du 29 janvier 1790 abolit l'institution des haras, symbole de privilèges, met fin au monopole relatif des étalons royaux qualifié de "régime prohibitif", et supprime toute la réglementation concernant l'élevage des chevaux. Le sort des effectifs est confié aux assemblées départementales. Dès 1795, la Convention rétablit les dépôts nationaux.

#### Les haras après la Révolution
En 1806, Napoléon restaure l'institution des haras, ordonne par le décret de Saint-Cloud du 4 juillet 1806, la création de six haras, de trente dépôts d'étalons et des écoles vétérinaires d'Alfort et de Lyon. Il place l'institution sous la tutelle du ministère de l'Intérieur. L'administration des haras aboutit à la sélection anglo-normande, à la création de la race anglo-arabe et au trotteur au haras du Pin, et, issu du cheval de guerre, à celle du selle français caractérisé par la formule "du sang sous la masse". Le recours au pur-sang arabe comme améliorateur de la race est systématisée. Le pur-sang anglais est utilisé sous la Restauration après l'arrêt des hostilités avec l'Angleterre. Les races de trait régionales sont fixées
En 1806, Napoléon Ier rétablit le Haras National de Tarbes qui, à partir du cheval tarbais, donne naissance à la race Anglo-arabe. En 1835, le Haras de Tarbes fournit 35 % des chevaux destinés à la cavalerie légère. Le Haras de Cluny s'installe sur les ruines de l'abbaye en 1811.
La situation devient catastrophique quand, de 1860 à 1870, au nom de la liberté de l'élevage, étalons et juments de l'État sont supprimés.
En 1870, pour remédier à la situation, l'institution est rattachée au ministère de l'Agriculture. Une loi de 1874 réorganise les haras et les remontes.
Après le traumatisme de la première guerre mondiale qui fit litière de l'équitation militaire, l'administration des haras se focalise sur l'équitation sportive.

### Ailleurs dans le monde
Les premiers haras sont créés dans les États européens dès le XVIe siècle. En 1491, un haras est fondé à Oberfeld dans le Jura souabe. Il sera agrandi un peu plus tard par le duc Eberhard II qui lui donna le fief de Marbach. Le premier haras des Habsbourg est créé en 1562 à Kladrub en Bohême par Maximilien II. Son frère l'archiduc Charles II fonde en 1580 celui situé à Lipizza. Les Gonzague, à Mantoue élèvent des chevaux dans leur palais du Té.
En Prusse orientale, les premiers élevages sont créés par les ordres monastiques militaires, et particulièrement par les chevaliers teutoniques, qui souhaitaient obtenir ainsi une remonte de chevaux de qualité. Au début du XVIIe siècle, le royaume de Prusse administre et organise directement des haras pour produire des chevaux correspondant à ses besoins militaires, mais aussi pour produire les chevaux nécessaires à l'agriculture et au transport. L'administration mise en place perdurera jusqu'au milieu du XXe siècle, avec son siège à Berlin au sein du ministère de l'agriculture et des forêts. Le Mecklembourg, la Basse-Saxe et le nord de l'Allemagne gardèrent toutefois une organisation qui leur était propre. L'élevage allemand privilégie les trakehners pour fournir la cavalerie et les hanovriens pour l'artillerie. L'empire prussien compta jusqu'à une vingtaine de haras. En 1732, Fréderic le Grand créa le plus grand haras du monde à Trakhenen en Prusse orientale.
Un haras est créé en 1712 à Redefin, destiné à la remonte de la cour ducale. On y élève principalement des mecklembourgeois utilisés sous la selle ou comme chevaux de trait.
Le haras de Dillenburg fut fondé en 1737 sur ordre du Landgrave de Hessen Kassel, Frédéric 1er de Suède. Ses chevaux, qui comptaient des étalons pur-sang et des demi-lourds, étaient appréciés par les comtes de Nassau.
En 1789, sur les conseils de son aide de camp Jozsef Csekonics, Joseph II fonda le Haras national de Bábolna sur le territoire de l'actuelle Hongrie. Des chevaux de race arabe y furent élevés jusqu'à sa destruction en 1849 par les insurgés hongrois.
En 1806, le couvent des moines bénédictins de Piber, qui était devenu propriété de l'État autrichien en 1786, est transformé en haras et consacré à la production de chevaux pour la cavalerie impériale.
En 1826, un haras est installé à la demande des éleveurs de Rhénanie et de Westphalie à Warendorf avec 13 étalons provenant de la Prusse orientale. En 1839, un haras destiné à la seule Rhénanie est créé à Wickrath. Avant la Première Guerre mondiale, le haras de Warendorf produit surtout des chevaux aptes au trait pour l'agriculture comme des Oldenbourgeois, des frisons et des anglo-normands. Sa réputation est acquise entre les deux guerres mondiales grâce à ses chevaux de qualité, courts et puissants.
Haras de lipizzans, le haras de Topoľčianky en Slovaquie, fut fondé après la Première Guerre mondiale pour répondre aux besoins de la nouvelle république tchécoslovaque, et le haras de Kladruby, à proximité de Prague, fut créé par l'empereur Rodolphe II en 1597. On y élève principalement des kladrubers, connus autrefois sous le nom de cheval de Bohême. Ce cheval de poste, dont l'ampleur des gestes et la majesté le prédestinaient à la parade, fut très utilisé par la cour impériale de Vienne. Les lipizzans hongrois proviennent du haras de Szilvásvárad depuis 1951.
La Suisse créa un dépôt central de remonte seulement en 1890. Le dépôt fédéral des chevaux de l'armée, situé au centre de Berne, avait pour mission d'améliorer le dressage des chevaux, de mieux les soigner et mettre ainsi à disposition une remonte de qualité. Il formait aussi les jeunes chevaux acquis pour le trait et la monte. Par décret du 1er juillet 1898, le haras fédéral est créé à Avenches avec pour mission l'amélioration de l'élevage du cheval en Suisse. Celui-ci importa des étalons de France et d'Angleterre, puis d'autres établissements suisse, notamment des franches-montagnes. Il s'adjoignit des juments à partir de 1927.

## Principes de fonctionnement des haras
Dans la plupart des pays européens, les haras fonctionnent sur des principes identiques. Les étalons proposent des saillies dans les stations de monte. De nombreux haras ont une jumenterie attachée.
L'administration a pour tâche notamment de sélectionner les meilleurs étalons et les meilleures juments pour leurs haras.

## Les haras aujourd'hui

### En France
En France, les Haras nationaux sont des établissements publics présents sur l'ensemble du territoire, dont le plus ancien est le Haras du Pin en Normandie, surnommé le Versailles du Cheval.
L'administration des haras telle qu'elle existe en France est une particularité hexagonale.

### En Allemagne
Après la Seconde Guerre Mondiale, l'élevage allemand fut décentralisé, privatisé et confié à chacun des Länder en République Fédérale. L'élevage allemand est caractérisé par des mélanges de sang qui produisent des chevaux de qualité, mais sans race à proprement parler allemande. Le haras de Warendorf est aujourd'hui un haras national, le Haras national de Rhénanie-du-Nord-Westphalie.

### En Suisse
Après la suppression de sa cavalerie en 1972, la Confédération conserva le dépôt fédéral des chevaux de l'armée jusqu'à la fin 1996. Celui-ci continua alors à acheter et vendre des chevaux, à former les chevaux de selle des officiers et à maintenir à haut niveau l'élevage et l'équitation suisses. À partir de 1996, ces missions ont été transférées au haras national suisse à Avenches.